# Спокан-Валли (Вашингтон)
Спокан-Валли (англ. Spokane Valley) — город в округе Спокан, штат Вашингтон и самый большой пригород Спокана.
Он расположен к востоку от Спокана, к западу от Кер-д’Алена, и окружает город Миллвуд с трёх сторон. По оценке Управления финансового управления штата Вашингтон, по состоянию на 2019 год население города составляло 101 060 человек. Спокан-Валли назван в честь долины реки Спокан, в которой он расположен.